# هنري هارت
هنري هارت (بالإنجليزية: Henry Hart)‏ هو قائد فرقة ‏ أمريكي، ولد في 1839، وتوفي في 1915.
1. 1 2  Eileen Southern (1982), Biographical Dictionary of Afro-American and African Musicians (بالإنجليزية), Greenwood Publishing Group, OL:24704075M, QID:Q51333926